# District de Rongcheng
Le district de Rongcheng (榕城区 ; pinyin : Róngchéng Qū) est une subdivision administrative de la province du Guangdong en Chine. Il est placé sous la juridiction de la ville-préfecture de Jieyang.